# Humaitá (Rio de Janeiro)
Humaitá is een woonwijk in de stad Rio de Janeiro, Brazilië. Humaitá bevindt zich tussen Botafogo, Lagoa, Jardim Botânico, Alto da Boa Vista en Santa Teresa
De wijk ontleent haar naam aan de stad Humaitá in Paraguay. Humaitá werd in 1868 ingenomen tijdens de Oorlog van de Drievoudige Alliantie door de Alliantie.